# Хамелеон (сузір'я)

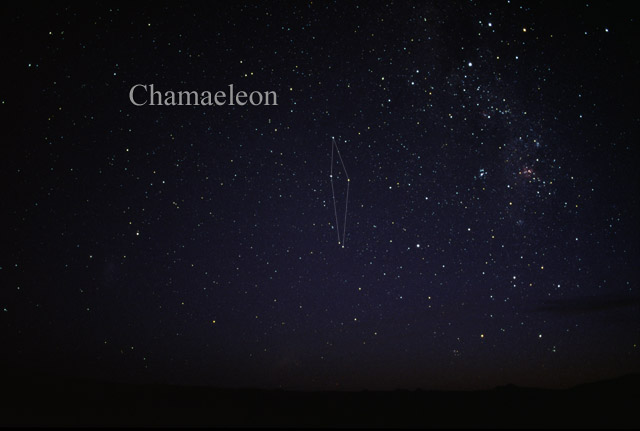
Хамелеон неозброєним оком.

Хамелео́н (лат. Chamaeleon) — сузір'я південної півкулі неба. Містить 31 зорю, видиму неозброєним оком.

## Історія
Нове сузір'я. Введено Петером Планціусом на глобусі 1598 року, згодом у 1603 році скопійоване Йоганном Баєром у його атлас «Уранометрія».